# Helmuth Euler
Helmuth Euler (* 29. November 1933 in Werl; † 4. März 2020 Unna) war ein deutscher Sachbuchautor, Fotograf und Filmemacher.

## Leben
Helmuth Euler studierte Lichtbild- und Filmtechnik in Köln, er erlangte einen Abschluss als Diplom-Ingenieur und Fotografenmeister. 1959 eröffnete er in Werl ein Foto-Kino-Geschäft mit Atelier, das er später vermietete. Er drehte 1961 den ersten Farbdokumentationsfilm mit Ton über Werl, mit dem Titel Werlorama.
Euler lebte in Werl und war verheiratet mit der Fotografin Henriette Euler.

## Werke
Helmuth Euler war ein Sachbuchautor mit den Schwerpunkten Bombardierungen der Talsperren und Kriegszeit.
- Werl unterm Hakenkreuz. Brauner Alltag in Bildern, Texten, Dokumenten. Selbstverlag, Werl 1983.
- Entscheidung an Rhein und Ruhr 1945. Bildreport Weltkrieg. Motorbuchverlag, Stuttgart 1995, ISBN 3-87943-728-9.
- Als Deutschlands Dämme brachen. Motorbuchverlag, Stuttgart 1999, ISBN 3-87943-367-4.
- Werl, alte Fotos erzählen. Sutton 2007, ISBN 978-3-86680-116-5.
- Wasserkrieg. 17. Mai 1943: Rollbomben gegen die Möhne-, Eder- und Sorpestaudämme. Motorbuchverlag 2007, ISBN 978-3-613-02789-3.
- Geheime Katastrophen. 17. Mai 1943: Rollbomben gegen die Möhne-, Eder- und Sorpestaudämme. Eigenverlag 2019, ISBN 978-3-613-04238-4.
- WERL im Wandel der Zeit. Unsere Stadt am Salzbach Geiger-Verlag, Herbstein 2019, 2. Aufl., ISBN 978-3-86595-325-4.

- Euler drehte Filme für den WDR. 1961 wurde der erste Farbdokumentationsfilm mit Ton über Werl, mit dem Titel Werlorama gedreht.